# Hyposoter rubraniger
Hyposoter rubraniger là một loài tò vò trong họ Ichneumonidae.